# Administration apostolique
Pour un article plus général, voir Église particulière.
Une administration apostolique est une Église particulière pré-diocésaine de l'Église catholique.

## Statut
L'administration apostolique est une Église particulière.
L'administration apostolique est une collectivité humaine et une personne juridique.
Contrairement au diocèse, à la prélature territoriale et à l'abbaye territoriale, l'administration apostolique n'a pas d'ordinaire propre : l'administrateur apostolique la dirige au nom du pape.

## Liste des administrations apostoliques
Au 30 mars 2023, l'Église catholique compte dix administrations apostoliques :

### Administrations apostoliques latines
- l'administration apostolique d'Atyraou[A 1],[B 1] ;
- l'administration apostolique du Caucase[A 2],[B 2] ;
- l'administration apostolique de Harbin[A 3],[B 3] ;
- l'administration apostolique du Kirghizistan[A 4],[B 4] ;
- l'administration apostolique d'Ouzbékistan[A 5],[B 5] ;

### Autres administrations apostoliques
- l'administration apostolique d'Albanie méridionale[A 6], qui est à la fois de rites latin et byzantin[B 6] ;
- l'administration apostolique du Kazakhstan et d'Asie centrale (en), qui est uniquement de rite byzantin[A 7],[B 7] ;
- l'administration apostolique pour les fidèles de rite byzantin en Biélorussie (it)[4].

### Administration apostolique personnelle
- l'administration apostolique personnelle Saint-Jean-Marie-Vianney[A 8],[C 1], qui est un cas particulier.

### Surcatholic-hierarchy.org
(en) David M. Cheney, « Structured View of Dioceses » [« Vue structurée des diocèses »], sur catholic-hierarchy.org (consulté le 14 juillet 2022) :
1. ↑  « Apostolic administration of Atyrau » ;
2. ↑  « Apostolic administration of Caucasus » ;
3. ↑  « Apostolic administration of Harbin » ;
4. ↑  « Apostolic administration of Kyrgyzstan » ;
5. ↑  « Apostolic administration of Uzbekistan » ;
6. ↑  « Apostolic administration of Southern Albania » ;
7. ↑  « Apostolic Administration of Kazakhstan and Central Asia, Faithful of Byzantine Rite » ;
8. ↑  « Apostolic administration of São João Maria Vianney ».

### Surgcatholic.org
(en) Gabriel Chow, « Catholic Dioceses in the World by Type : Apostolic Administrations (8) » [« Diocèses catholiques dans le monde par type : les 8 administrations apostoliques »], sur gcatholic.org (consulté le 14 juillet 2022) :
1. ↑  « Apostolic administration of Atyrau » ;
2. ↑  « Apostolic administration of Caucasus » ;
3. ↑  « Apostolic administration of Harbin » ;
4. ↑  « Apostolic administration of Kyrgyzstan » ;
5. ↑  « Apostolic administration of Uzbekistan » ;
6. ↑  « Albanese apostolic administration of Southern Albania » ;
7. ↑  « Kazakh Apostolic Administration of Kazakhstan and Central Asia ».

(en) Gabriel Chow, « Catholic Dioceses in the World by Type : Personal Apostolic Administration (1) » [« Diocèses catholiques dans le monde par type : la seule administration apostolique personnelle »], sur gcatholic.org (consulté le 14 juillet 2022) :
1. ↑  « Personal apostolic administration of São João Maria Vianney ».

### Autres références
1. 1 2  Code de droit canonique, 1983 (lire en ligne), livre II : « Le Peuple de Dieu », IIe partie : « La constitution hiérarchique de l'Église », section II : « Les Églises particulières et leurs regroupements », titre I : « Les Églises particulières et leurs autorités », chapitre I : « Les Églises particulières », canons 368 à 374.
2. ↑  CIC, canon 368 : « Les Églises particulières dans lesquelles et à partir desquelles existe l'Église catholique une et unique sont en premier lieu les diocèses auxquels sont assimilés, sauf s'il s'avère qu'il en va autrement, la prélature territoriale et l'abbaye territoriale, le vicariat apostolique et la préfecture apostolique, ainsi que l'administration apostolique érigée de façon stable. »[1]
3. ↑  CIC, canon 373 : « [Les Églises particulières], une fois légitimement érigées, jouissent de plein droit de la personnalité juridique. »[1]
4. ↑  (it) « Erezione dell'Amministrazione Apostolica per i fedeli di rito bizantino in Belarus e nomina dell’Amministratore Apostolico » (consulté le 22 mai 2020)